# Alebroides hachijonis
Alebroides hachijonis är en insektsart som beskrevs av Matsumura 1931. Alebroides hachijonis ingår i släktet Alebroides och familjen dvärgstritar. Inga underarter finns listade i Catalogue of Life.